# Nuusaq
Nuusaq [ˈnuːsɑq] (nach alter Rechtschreibung Nûssaĸ) ist eine wüst gefallene grönländische Siedlung im Distrikt Uummannaq in der Avannaata Kommunia.

## Lage
Nuusaq liegt an der Südwestküste der Halbinsel Nuussuaq am Sund Sullorsuaq (Vaigat). Auf der anderen Sundseite liegt südlich die Nordspitze der Diskoinsel. Die nächstgelegenen heute noch bewohnten Orte sind das 42 km entfernt auf der Nordseite der Halbinsel gelegene Niaqornat und in südöstlicher Richtung das 93 km entfernte Saqqaq.

## Geschichte
Nuusaq wurde 1797 gegründet, um Nuussuaq beim Walfang zu unterstützen. 1798 lebten fünf grönländische Familien mit 25 Angehörigen in Nuusaq. Bereits nach kurzer Zeit wurde der Ort wieder aufgegeben. 1839 existierte Nuusaq doch wieder als Winterudsted, wo neun Monate des Jahres ein Däne angestellt war. 1850 wurde der Udsted ganzjährig. Obwohl die Jagderträge gut waren, lebte die Bevölkerung von 89 Personen in Armut, da sie alle ihre Waren an englische Walfänger verscherbelt hatten. Der Udsted wurde kurz darauf aufgegeben.